# 소식지
소식지, 또는 뉴스레터(newsletter)는 특정 법인 등 발신자가 정기적으로 읽고 싶은 사람이 구독하는 메일 배달의 한 형태이다.
소식지는 가장 흔한 형태의 연속 간행물이다. 2/3의 뉴스레터가 내부 출판물이며 고객과 자원봉사자들을 대상으로하는 반면 1/3은 외부 출판물로서 후원 또는 특수 관심 그룹을 대상으로 한다.

## 추적
이메일 마케팅에서 어느 수신자가 소십지를 열었는지를 결정하는 한 방법으로 웹 버그가 자주 사용된다.

## 같이 보기
- 메일 매거진